# 愛に乾杯
| 専門評論家によるレビュー           | 専門評論家によるレビュー |
| レビュー・スコア                   | レビュー・スコア         |
| 出典                               | 評価                     |
| ---------------------------------- | ------------------------ |
| オールミュージック                 | [ 1 ]                    |
| Christgau's Record Guide           | A–                       |
| エンターテインメント・ウィークリー | A                        |
| ローリング・ストーン               | (unfavorable)            |

『愛に乾杯』（原題：Sweet Forgiveness）は1977年にリリースされたボニー・レイットによる6枚目のアルバム。 シングル「愛のへだたり (Two Lives)」は、ベーシストフリーボが以前在籍していたバンドEdison Electric BandのリーダーでソングライターのMark T. Jordanのによって提供された。 
レイットによるデル・シャノンのヒット曲「悲しき街角 (Runaway)」のカバーはシングルとして発売され、米国のシングルチャートで57位に達した。 

## トラックリスト
1. 「旅立つ私 (About to Make Me Leave Home)」（アール・ランドール）– 4:14
2. 「悲しき街角 (Runaway)」（マックス・クルック 、 デル・シャノン）– 3:57
3. 「愛のへだたり (Two Lives)」（マーク・ジョーダン）– 3:49
4. 「ルイーズ (Louise)」（ポール・シーベル）– 2:45
5. 「ギャンブリン・マン (Gamblin' Man)」（エリック・カズ）– 3:27
6. 「愛に乾杯 (Sweet Forgiveness)」（ダニエル・ムーア）– 4:11
7. 「マイ・オープニング・フェアウェル (My Opening Farewell)」（ジャクソン・ブラウン）– 5:20
8. 「スリー・タイム・ルーザー (Three Time Loser)」（ドン・コヴェイ 、 ロン・ミラー）– 3:19
9. 「テイキン・マイ・タイム (Takin' My Time)」（ビル・ペイン）– 3:37
10. 「ホーム (Home)」（カーラ・ボノフ）– 3:28

## パーソネル
- ボニー・レイット – アコースティックギター 、 ギター 、 エレキギター 、 ボーカル 、 スライドギター
- ノートン・バッファロー – ハーモニカ
- ローズマリー・バトラー –ボーカル
- レスター・チェンバース –ボーカル
- サム・クレイトン –指揮者、 コンガ
- フリーボ – ベース 、ギター、ボーカル、フレットレスベース
- デビッド・グリスマン – マンドリン 、 マンドセロ
- Jef Labes – キーボード
- Maxayn Lewis –ボーカル
- マイケル・マクドナルド –ボーカル
- ウィル・マクファーレン –ギター、エレキギター、スライドギター
- ビル・ペイン – オルガン 、 シンセサイザー 、 ピアノ 、キーボード、ボーカル、 フェンダーロードス
- J.D.サウザー –ボーカル
- フレッド・タケット –アコースティックギター、ギター、キーボード
- デニス・ウィットド – ドラムス
- Carlena Williams –ボーカル

## プロダクション
- プロデューサー： ポール・A・ロスチャイルド
- エンジニア： ジョン・ヘイニー 、ロジャー・メイヤー
- リマスター：キース・ブレイク、リー・ハーシュバーグ
- シリーズ・プロデューサー：グレッグ・ゲラー
- プロジェクト・コーディネーター：Jo Motta
- アート・ディレクション：ジョン・ヴァン・ハマースフェルド
- 写真：ジョン・ヴァン・ハマースフェルド

## チャート
アルバム - ビルボード （北米） 
| 年   | チャート       | ポジション |
| ---- | -------------- | ---------- |
| 1977 | ポップアルバム | 25         |

シングル -ビルボード（北米） 
| 年   | シングル       | チャート       | ポジション |
| ---- | -------------- | -------------- | ---------- |
| 1977 | 「悲しき街角」 | ポップシングル | 57         |